# Gens Màrcia

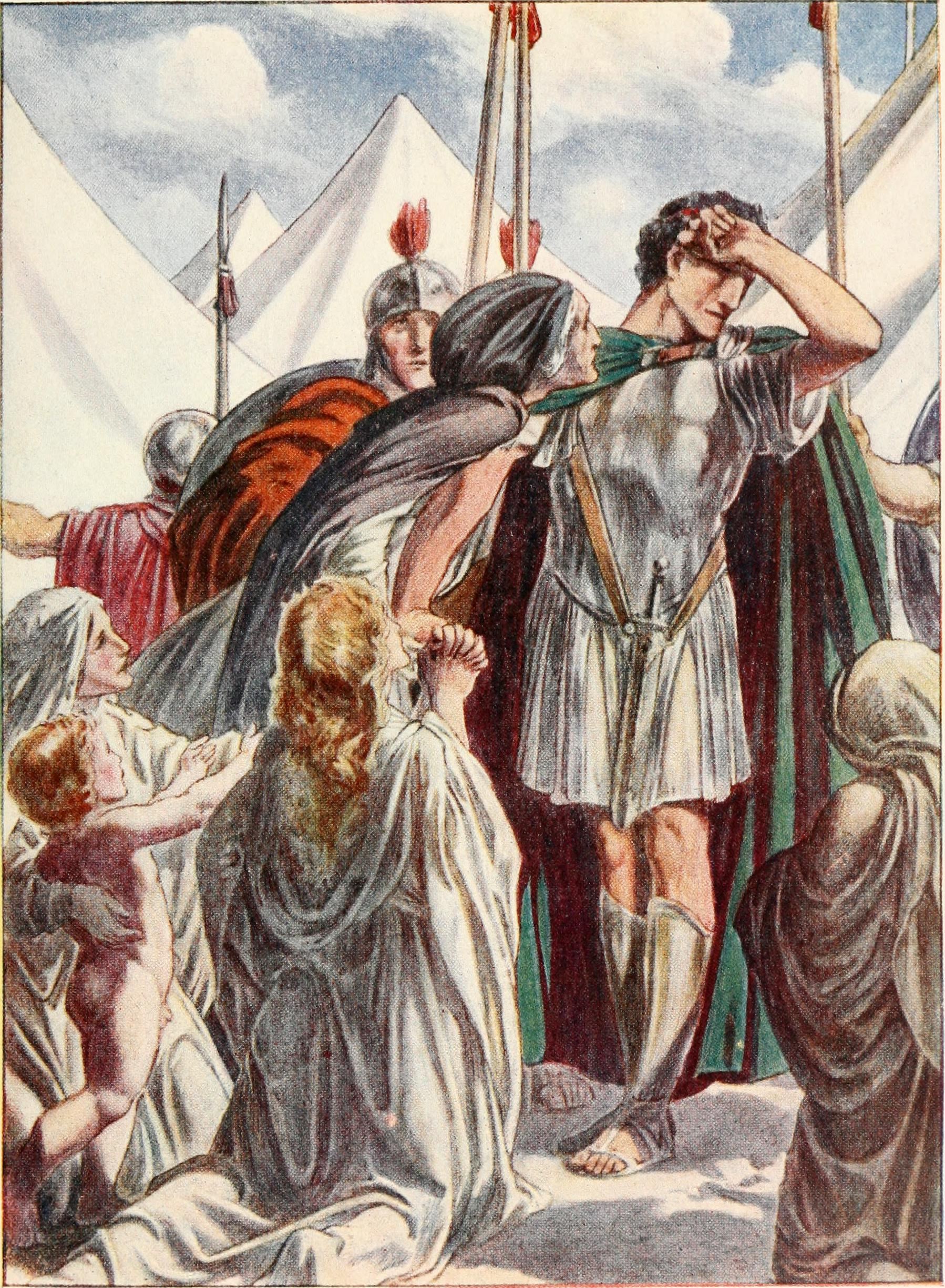
Coriolà retret per la seva mare, Vetúria, i la seva dona, Volúmnia, davant les muralles de Roma.

Màrcia (en llatí: Marcia) era una gens romana d'origen patrici que més tard va tenir una branca plebea.
El seu nom apareix algunes vegades escrit Martia (Martia). Aquesta gens afirmava que era descendent d'Anc Marci el quart rei de Roma, i més endavant una de les seves branques familiars va assumir el cognom Rex. Tot i aquesta reivindicació, no apareix cap patrici amb el nom Marci (Marcius) o Marti (Martius) excepte Coriolà i només després de la llei Licínia que va obrir el consolat als plebeus. Aquesta gens va obtenir els més alts càrrecs a la república i sobretot el consolat.
El primer cònsol de la gens va ser Gai Marci Rutile Censorí (310 aC). Coriolà era patrici, però la resta dels Marcis coneguts tots són plebeus amb els cognoms Censorí (Censorinus), Crisp (Crispus), Fígul (Figulus), Libó (Libo), Filip (Philippus), Ral·la (Ralla), Rex, Ruf (Rufus), Rutil (Rutilus), Sèptim (Septimus), Sermó (Sermo) i Trèmul (Tremulus). Alguns membres de la família no portaven cap cognom.